# Baerler Busch (Moers)
Baerler Busch [ˈbaːrlər ˈbuʃ] bzw. amtlich Rheinkamp-Baerler Busch ist die Bezeichnung für einen Wohnplatz im statistischen Stadtteil Rheinkamp in der Stadt Moers. Der Name stammt vom angrenzenden gleichnamigen Naherholungsgebiet im Nordwesten Duisburgs.

## Wohnplatz Baerler Busch

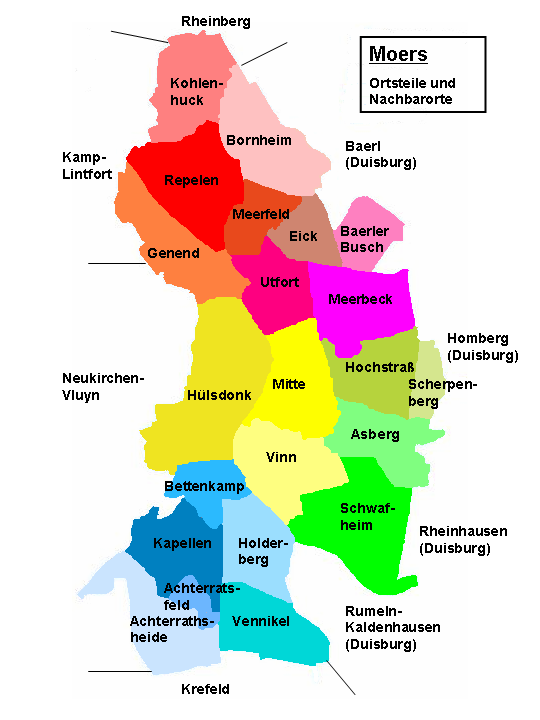
Wohnplätze von Moers; Baerler Busch liegt im nordöstlichen Bereich von Moers

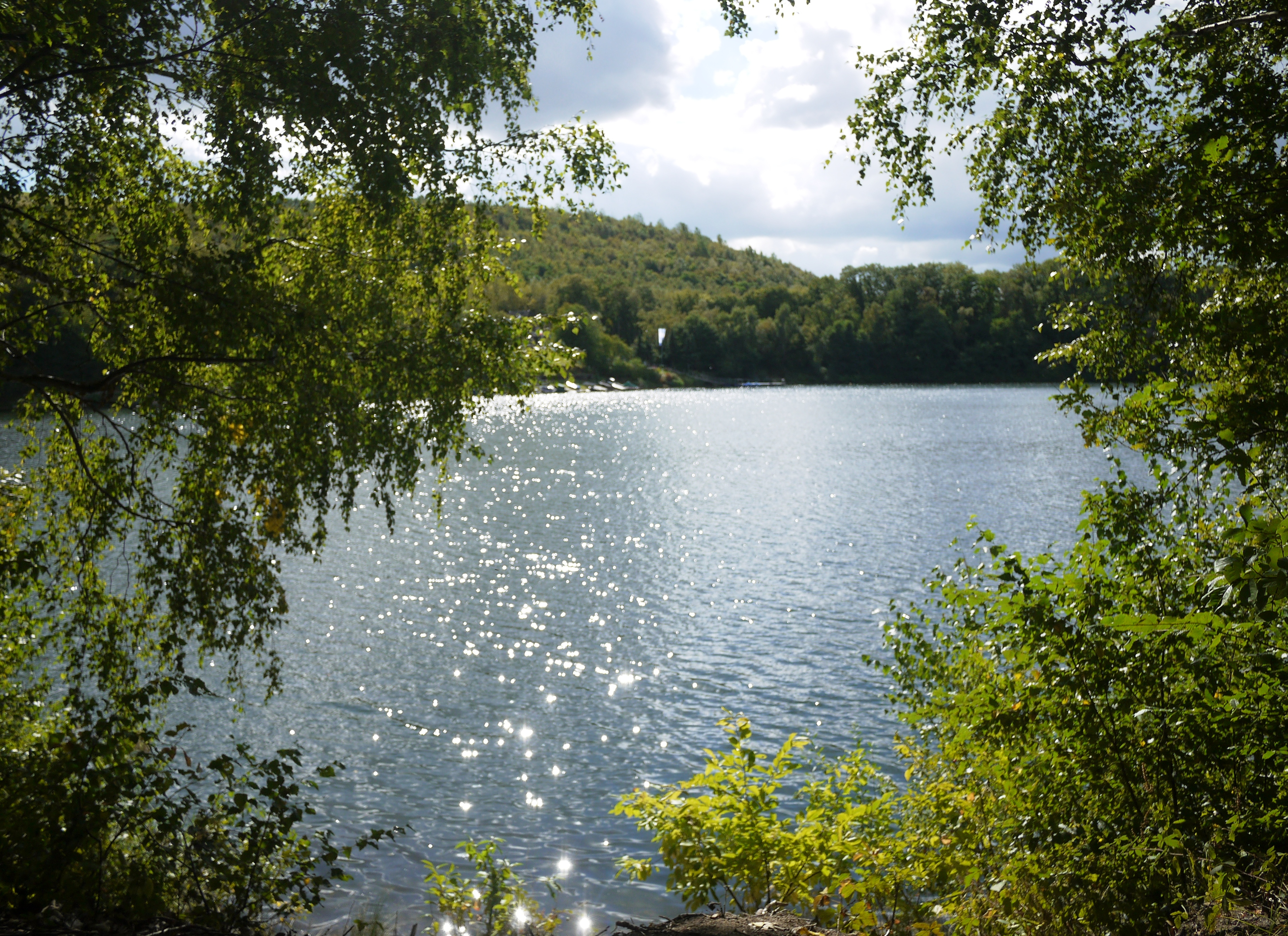
Waldsee

Aktuell gehört nur ein kleiner Teil der historischen Gemarkung Baerler Busch als ein Wohnplatz zur Stadt Moers. Dieser südwestliche Teil, der im Wesentlichen die Bereiche des Waldsees und die Bergbauhalde Rheinpreußen betrifft, wurde zum 1. Januar 1975 bei der Aufteilung der Gemeinde Rheinkamp vom Baerler Gebiet abgetrennt und dem Moerser Teil zugeteilt. Er liegt nördlich vom Wohnplatz Meerbeck und wird von drei Seiten von Baerler und damit Duisburger Gebiet umgeben. Der Wohnplatz Baerler Busch ist nur wenig besiedelt. Der Siedlungsbereich betrifft fast ausschließlich die Gutenbergstraße, die südöstlich der 103 m hohen Halde Rheinpreußen liegt.
Im Bereich des Wohnplatzes sind sowohl für die frühe und mittlere Eisenzeit Spuren einer zeitweisen menschlichen Besiedlung gefunden worden. Diese liegen überwiegend im nordöstlichen Bereich am Waldsee. Im Einzelnen wurden an fünf verschiedenen Stellen Keramikscherben, ein Gräberfeld mit Urnenscherben und ein einzelnes Bronzeschwert ausgegraben. Im südwestlichen Ortsteil, nahe zum Wohnplatz Eick, wurden jeweils an einer Stelle Keramikscherben aus der mittleren Eisenzeit und ein römischer Siedlungsplatz mit Ziegeln, Keramikscherben, Amphoren und einem Mahlstein gefunden.
Die Gemarkung Baerler Busch gehörte zu einem großen Waldgebiet, das sich seit dem Mittelalter nordöstlich zwischen Moers und Rheinberg erstreckte. Kommunal und kirchlich gehörte es zum Kirchspiel Baerl. Nur an wenigen kleinen Bereichen wurden Siedlungsstellen angelegt; es fehlen weitgehend schriftliche Nachweise bis zum 19. Jahrhundert für das Gebiet, da sich keine Bauerschaft entwickelte. Der Baerler Busch wurde weder 1836 in einer Untersuchung des Niederrheins noch 1901 in einem Orts- und Adressenverzeichnis als Weiler oder Bauerschaft angeführt. Zu Beginn des 20. Jahrhunderts begann aber eine geringe Besiedelung. 1904 führte die Postagentur Repelen für die zu betreuenden Landzustellbezirke neben anderen auch den Ortsbereich Baerler Busch an.
Der Baerler Busch, auch als „Königlicher Forst“ bezeichnet, war ein Jagdgebiet für den Adel. Beispielsweise wurde 1841 im königlich preußischen Amtsblatt dieses Jagdrevier zur Verpachtung ausgeschrieben. 1911 erwarb die Bergbaugesellschaft Rheinpreußen den Baerler Busch, die damit ihr Areal für den Kohlebergbau erweiterte, nachdem sie bereits in der Nähe in Utfort und Hochstraß Zechengruben abgeteuft hatte. Im Gebiet des Baerler Buschs wurde kein zusätzlicher Zechenschacht errichtet, aber im angrenzenden südöstlichen Ortsbereich von Gerdt. Hier wurde Anfang der 1940er Jahre der Schacht 8 als Wetterschacht für die Kohlegruben der Zechen Rheinpreußens angelegt.